# Thoren Business School

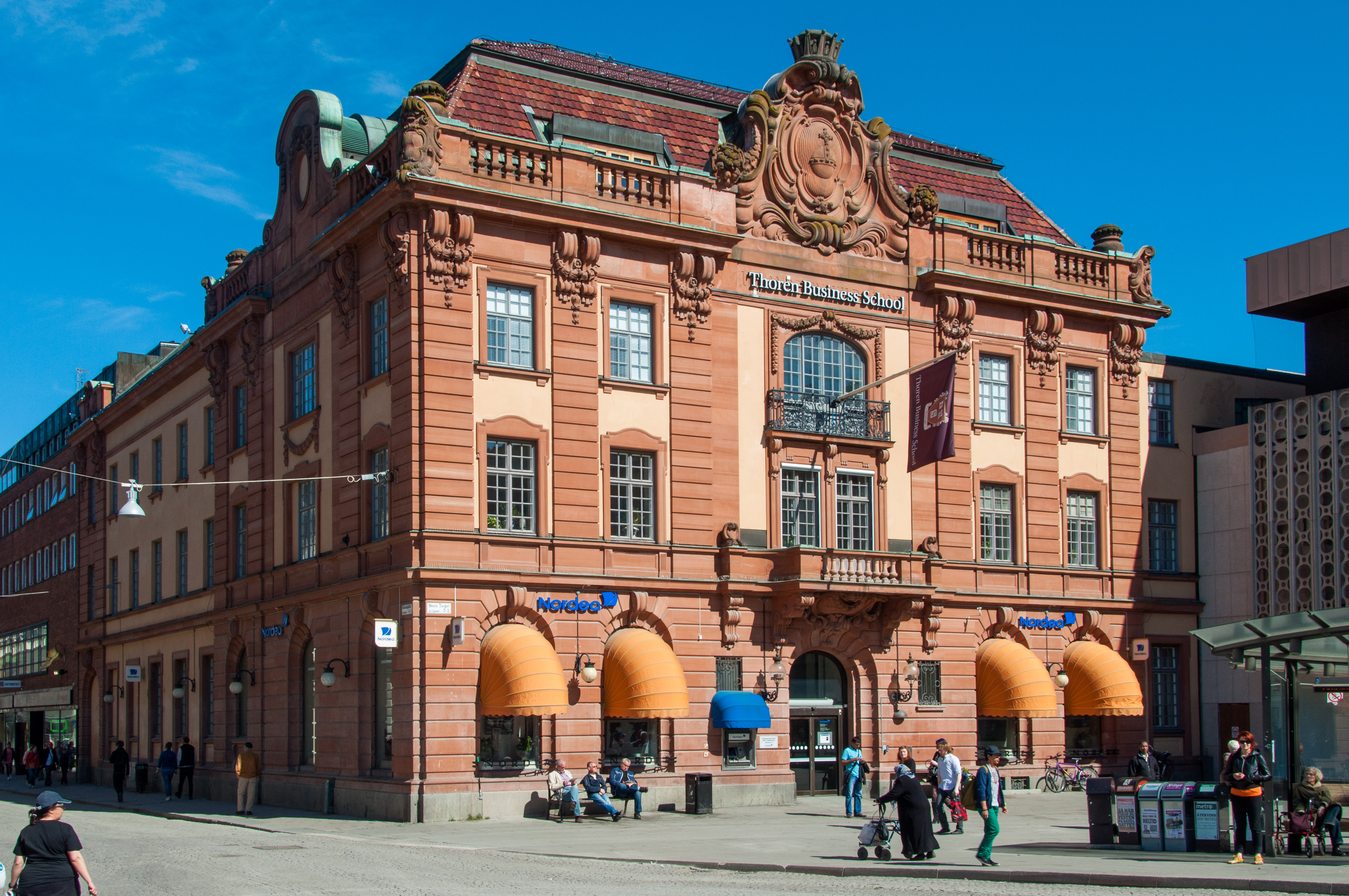
Thoren Business School i Uppsala

Thoren Business School är ett antal fristående gymnasieskolor i Sverige. Gymnasieskolorna ingår i friskolekoncernen Thorengruppen, med säte i Umeå, som leds av Raja Thorén. Thoren Business School finns idag i Örebro, Gävle, Uppsala, Umeå, Helsingborg, Sundsvall, Linköping, Stockholm, Solna, Västerås, Karlstad, Jönköping, Växjö och Malmö. Skolan är certifierad att utbilda diplomerade gymnasieekonomer. Flera elever från Thoren Business School i olika städer har vunnit priser med sina UF-företag. Flera av skolorna även fått kraftig kritik från Skolinspektionen, och koncernen har blivit nekad etablering av läroplatser då myndigheter menar att skolkoncernen ljuger i sina offerter.

## Kritik

### Gävle
Vid skolan i Gävle har Skolinspektionen påpekat att skolan avviker från resultaten på nationella proven, samt att de finns stora relativa skillnader mellan könen.

### Uppsala
Tidigare elever vid mediaprogrammet i Uppsala har anmält skolan för falsk marknadsföring, då de ansåg att utbildningen var av usel kvalitet.

### Nyetableringar
Flera av Thorengruppens ansökningar om att få etablera nya skolor har avslagits av Skolinspektionen. Myndigheten bedömde att gruppen lämnat in falska uppgifter och därför avslogs ansökningarna. Tidigare har Skolinspektionen även avslagit gruppens ansökningar om att starta nya skolor med arbetsplatsförlagt lärande (APL) eftersom myndigheten inte kunde hitta belägg för att de påstådda APL-platserna fanns.

## Gymnasieprogram
Den utbildningsverksamhet som Thoren Business School erbjuder är inriktad mot ekonomi, affärsverksamhet och företagande. För närvarande finns följande gymnasieprogram och inriktningar på skolan:
- Ekonomiprogrammet
  - Juridik
  - Redovisning & Finansiering
  - Marknadsföring & Reklam
- Handels- och administrationsprogrammet
  - Säljare
  - Egenföretagare
  - Visual Merchandiser
- Naturvetenskapsprogrammet
  - Entreprenör & Samhälle
  - Naturvetenskap
- Samhällsvetenskapsprogrammet
  - Ledar- och Beteendevetenskap
  - Medier, Information och Kommunikation
  - Samhälle och Entreprenörskap

Gymnasieprogrammens namn är annorlunda inom friskolekoncernen, till exempel benämns Ekonomiprogrammet Business Program medan Naturvetenskapsprogrammet benämns Management Program.